# 維什庫夫縣

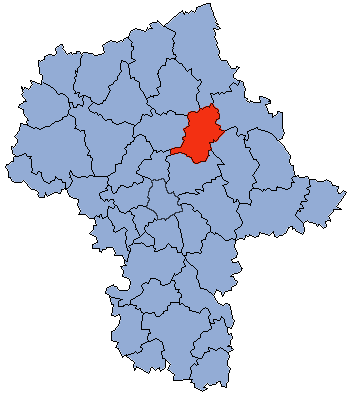

52°35′36″N 21°27′36″E / 52.59333°N 21.46000°E
維什庫夫縣（波蘭語：Powiat wyszkowski），是波蘭的縣份，位於該國中東部，由馬佐夫舍省負責管轄，首府設於維什庫夫，面積876平方公里，2006年人口71,558，人口密度每平方公里82人。